# Gaesischia undulata
Gaesischia undulata är en biart som beskrevs av Urban 1989. Gaesischia undulata ingår i släktet Gaesischia och familjen långtungebin. Inga underarter finns listade i Catalogue of Life.